# CBFA2T3
La proteína CBFA2T3 es un factor de transcripción codificado en humanos por el gen CBFA2T3.
La traslocación t(16;21)(q24;q22) es una anomalía cromosómica rara pero recurrente, asociada con terapias relacionadas con malignidades mieloides. La traslocación produce un gen quimérico conformado por la región 5' del gen AML1 fusionada a la región 3' del gen CBFA2T3. Además, este gen es un posible supresor tumoral del cáncer de mama. Se han descrito dos variantes transcripcionales de este gen, que codifican diversas isoformas de la proteína. Se ha demostrado que una de las isoformas se asocia con la proteína RII-alfa en el aparato de Golgi.

## Interacciones
La proteína CBFA2T3 ha demostrado ser capaz de interaccionar con:
- HDAC1[3][4]
- HDAC3[3][4]
- TCF3[5]
- LDB1[5]
- TAL1[5]
- RUNX1T1[6][3]
- PRKAR2A[7]